# Суддя Європейського суду з прав людини від України
Суддя Європейського суду з прав людини від України — обраний від України суддя у міжнародній судовій установі при Ради Європи, створеній для контролю за дотриманням прав людини та основних свобод, закріплених в Європейській конвенції з прав людини.

## Процедура відбору, вимоги до суддів та строк повноважень
Відбір кандидатів на посаду судді Європейського суду з прав людини здійснюється конкурсною комісією, склад якої затверджується Президентом України. Комісія визначає вимоги до кандидатів та шляхом відкритого голосування більшістю голосів від складу конкурсної комісії визначає трійку переможців.
Після цього суддя від кожної держави обирається Парламентською Асамблеєю Ради Європи зі списків із трьох кандидатів, запропонованих кожною державою, строком на дев'ять років без права на переобрання.
Судді повинні мати високі моральні якості, а також мати кваліфікацію, необхідну для призначення на високу судову посаду, чи бути юристами з визнаним авторитетом. Упродовж строку своїх повноважень судді не можуть займатися ніякою діяльністю, що є «несумісною з їхньою незалежністю, безсторонністю або вимогами виконання посадових обов'язків на постійній основі».

## Відбір суддів від України
Чинний суддя від України — Микола Гнатовський. 26 квітня 2022 був обраний на посаду 167 голосами із 190 членів ПАРЄ, що взяли участь у голосуванні. 27 червня 2022 вступив на посаду судді ЄСПЛ.
Його попередниця Ганна Юдківська була обрана кандидатом на посаду за результатами конкурсу, який відбувся у жовтні 2007 року, але тільки 15 липня 2010 року призначена на посаду. Отримала 117 із 210 голосів депутатів ПАРЄ.
9-річний термін повноважень Юдківської спливав у червні 2019 року і до 6 грудня 2018 року тодішній президент України Петро Порошенко мав подати ПАРЄ нові кандидатури суддів. Утім, за часів Порошенка перелік претендентів від України так і не був остаточно сформований і Європейській суд з прав людини запропонував Юдківській продовжувати виконувати її роботу до обрання наступного судді.
Проблеми із обранням нового судді від України
Новий конкурс з добору кандидатів для обрання суддею ЄСПЛ від України президент Володимир Зеленський ініціював своїм указом 19 лютого 2021 року. Документи для участі в конкурсі подали 17 претендентів. У травні 2021 року конкурсна комісія відібрала з них трьох кандидатів для обрання суддею: Миколу Гнатовського, Олександра Мережка та Гаяне Нуріджанян, обрати з них переможця мала Парламентська асамблея Ради Європи. Окремі правозахисники розкритикували це рішення як таке, що суперечить правилам і заявили, що Офіс президента Зеленського «має нестримне бажання української влади мати „свого“ суддю в ЄСПЛ».
Але 22 вересня 2021 року Комітет Парламентської асамблеї Ради Європи з відбору суддів до ЄСПЛ рекомендував Асамблеї відхилити подані Україною кандидатури через те, що не всі вони відповідають необхідним критеріям, та попросити Україну підготувати новий список. 27 вересня ПАРЄ більшістю голосів остаточно відхилила українські кандидатури. Після цього Україна мала провести новий конкурс для відбору кандидатів на посаду судді ЄСПЛ - втретє, оскільки попередні спроби подати кандидатів (ще у 2019 році) завершилися нічим.
18 січня 2022 року конкурсна комісія за результатами проведення співбесід та з урахуванням результатів тестування сформувала рейтинг учасників нового конкурсу, затвердивши 13 фіналістів.
11 лютого 2022 року на основі сформованого рейтингу учасників конкурсу з дотриманням вимоги щодо гендерного балансу конкурсна комісія одноголосно ухвалила рішення про включення таких учасників конкурсу до списку кандидатів для обрання суддею Європейського суду з прав людини від України (в алфавітному порядку): Анцупова Тетяна Олександрівна, Водянніков Олександр Юрійович, Гнатовський Микола Миколайович. 

### Попередні судді від України
- Ганна Юдківська (2010–2022)
- Володимир Буткевич (1996—2008[16])